# Trešanica
Trešanica je desni pritok Neretve.
Izvire pod Bitovnjom, a zatim teče prema jugu do Konjica, gdje se ulijeva u Neretvu.